# Tadeusz Pankiewicz
Tadeusz Pankiewicz (Sambor, 21 de novembre de 1908 - Cracòvia, 5 de novembre de 1993), va ser un farmacèutic catòlic romà polonès, que va operar al gueto de Cracòvia durant l'⁣ocupació alemanya de Polònia. Va ser reconegut com a "Justo entre les nacions" per Yad Vashem el 10 de febrer de 1983, per haver rescatat innombrables jueus de l'⁣Holocaust.
Pankiewicz va estudiar a la Universitat Jagellònica de Cracòvia. El 1933 es va fer càrrec de la propietat de la Farmàcia Pod Orłem (lit. Sota l'àguila) fundada el 1910 pel seu pare Jozef. La farmàcia estava situada a Plac Zgody (antiga plaça Mały Rynek) al districte de Podgórze de Cracòvia. La seva clientela d'abans de la guerra incloïa tant polonesos com jueus.

## Al gueto de Cracòvia
Sota l'⁣ocupació alemanya de Polònia durant la Segona Guerra Mundial, el districte de Podgórze va ser tancat el març de 1941 com a gueto per als jueus locals. Dins dels murs del gueto de Cracòvia, hi havia quatre farmàcies d'abans de la guerra propietat de no jueus. Pankiewicz va ser l'únic propietari que va declinar l'oferta alemanya de traslladar-se al costat gentil (no jueu) de la ciutat. Se li va donar permís per continuar operant el seu establiment com a única farmàcia del gueto, i residir a les instal·lacions. El seu personal va rebre permisos de pas per entrar i sortir del gueto per treballar.

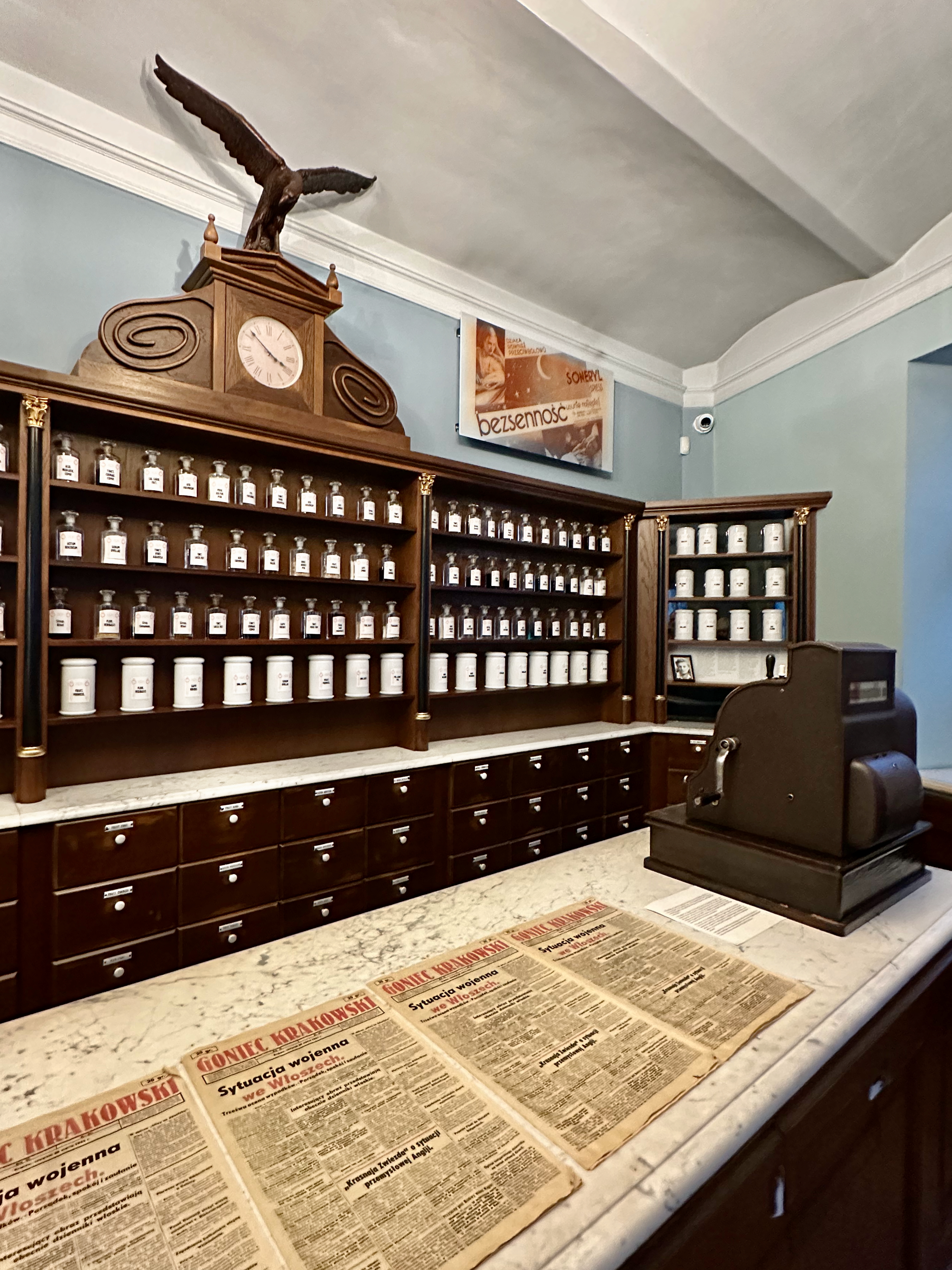
Interior de la Farmàcia Pod Orłem

Els medicaments i productes farmacèutics, sovint escassos, subministrats als residents del gueto, sovint de manera gratuïta, van millorar substancialment la seva qualitat de vida. En efecte, a part de les consideracions sanitàries, van contribuir a la pròpia supervivència. En els seus testimonis publicats, Pankiewicz fa menció particular dels tints de cabells utilitzats per aquells que volien disfressar la seva identitat i els tranquil·litzants que es donaven als nens inquiets obligats a guardar silenci durant les incursions de la Gestapo.
La farmàcia es va convertir en un lloc de trobada per a la intel·lectualitat del gueto i un centre d'activitat clandestina. Pankiewicz i el seu personal, Irena Drozdzikowska, Helena Krywaniuk i Aurelia Daner-Czortkowa, van arriscar les seves vides per emprendre nombroses operacions clandestines: contraban de menjar i informació, i oferint refugi als locals als jueus que s'enfrontaven a la deportació als camps. Una de les "Schindlerjude" supervivents, Stella Müller-Madej, va descriure Pankiewicz com "un ésser humà meravellós" i es va mantenir a prop d'ell després de la guerra. En una ocasió, va amagar Stella sota el seu escriptori durant una Aktion o batuda alemanya al gueto.

## Després de la Segona Guerra Mundial

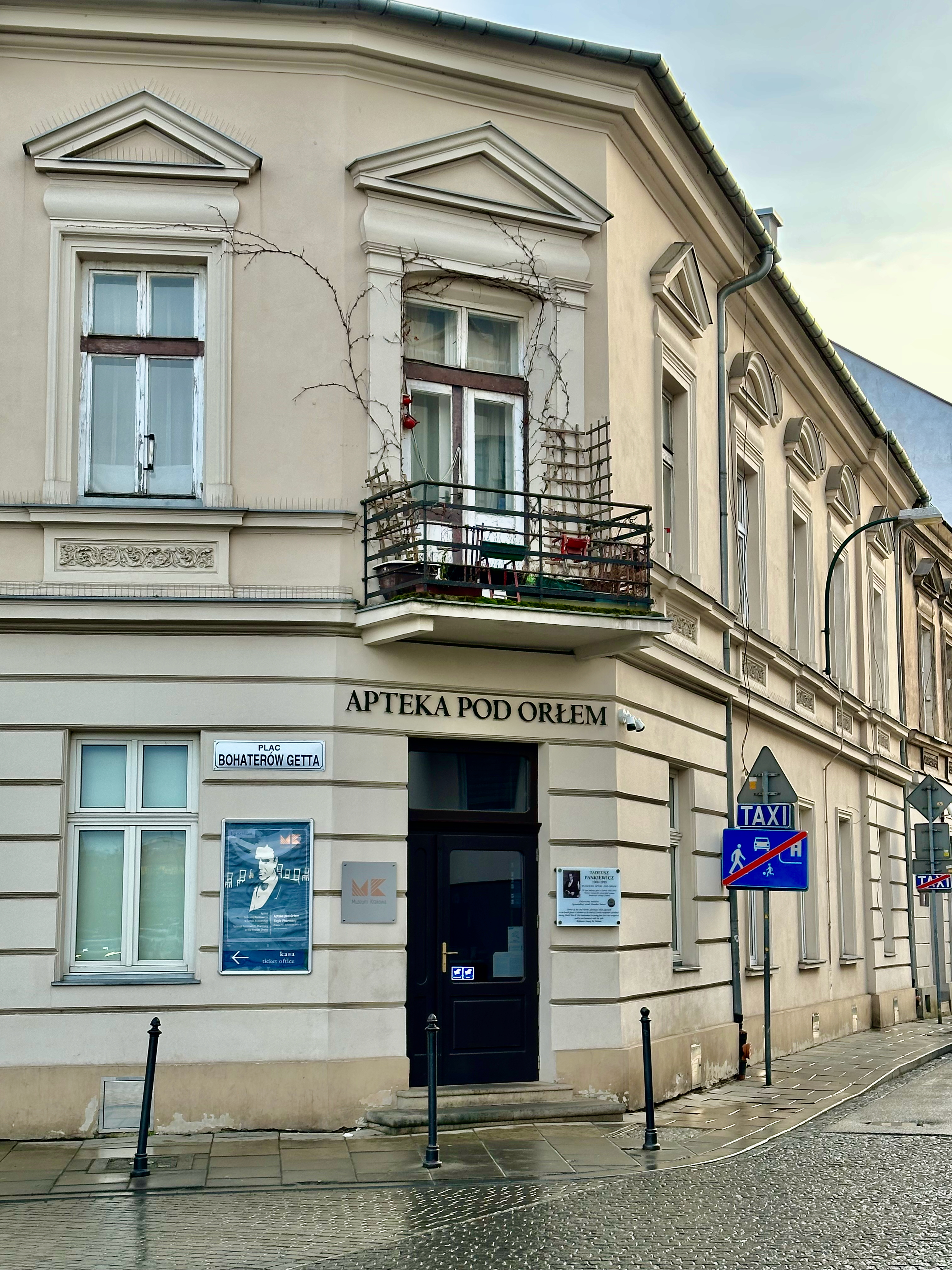
Farmàcia Pod Orłem

El 1947 Pankiewicz va publicar un llibre de les seves memòries anomenat 'Apteka w Getcie Krakowskim' (La Farmàcia del gueto de Cracòvia).
El 10 de febrer de 1983, Tadeusz Pankiewicz va rebre el reconeixement com a "Justos entre les nacions" per les seves activitats en temps de guerra en el rescat dels jueus. L'abril d'aquell any, va assistir a la inauguració del museu del patrimoni nacional que es trobava a l'edifici Apteka Pod Orłem. Tadeusz Pankiewicz va morir el 1993 i està enterrat al cementiri Rakowicki de Cracòvia.
L'abril de 1983, la farmàcia "Pod Orlem", situada al número 18 Plac Bohaterów Ghetta (la plaça dels Herois del Gueto, rebatejada), va obrir les portes com a Museu de la Memòria Nacional, que mostra la història dels jueus de Cracòvia amb un enfocament especial al període del gueto. El 2003, es va afiliar al Museu Històric municipal de Cracòvia. Les activitats bèl·liques de Pankiewicz i el seu personal es presenten en una exposició sobre la història del gueto jueu de Cracòvia.
La farmàcia va aparèixer a la pel·lícula La llista de Schindler. El director de la pel·lícula Steven Spielberg va donar 40.000 dòlars per a la preservació de l'edifici, per la qual cosa va ser homenatjat per la ciutat de Cracòvia amb el seu prestigiós premi "Patró de la Cultura" per a l'any 2004. No va ser l'únic director d'una pel·lícula relacionada amb l'Holocaust, que va retre homenatge a l'activitat de Pankiewicz: l'any 2002 Roman Polanski, un altre temps presoner del mateix gueto de Cracòvia, va donar una suma de diners per a l'ampliació del museu a l'antiga farmàcia.